# Na Bolom

Innenhof von Na Bolom

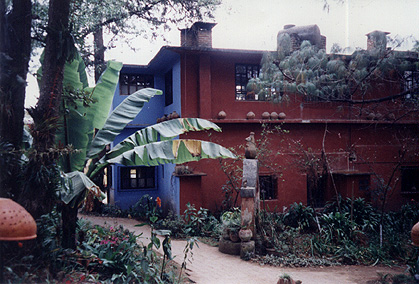
Blick aus dem Garten

Na Bolom ist ein Museum in San Cristóbal de las Casas im mexikanischen Bundesstaat Chiapas. Der Name kommt aus der Tzotzil-Sprache und bedeutete Haus des Jaguar.
Ursprünglich war der Gebäudekomplex, der 1898 erbaut wurde, ein katholisches Seminar, später das Haus des dänischen Archäologen Frans Blom (1893–1963) und der Schweizer Anthropologin und Fotografin Gertrude Duby-Blom (1901–1993).
Sie widmeten ihr Leben den Ureinwohnern Chiapas und der Erforschung ihrer Kultur. Frans Blom entdeckte Kultorte der Mayas wie Palenque, Toniná und Chinkultic. Seit ihrem Tod dient ihr Haus als Museum.